# Joaquín Arzura
Joaquín Arzura (ur. 18 maja 1993 w Campanie) – argentyński piłkarz występujący na pozycji pomocnika w Almeríi.